# Molophilus (Molophilus) sicarius
Molophilus (Molophilus) sicarius is een tweevleugelige uit de familie steltmuggen (Limoniidae). De soort komt voor in het Neotropisch gebied.